# Dick in a Box
«Dick in a Box» ("Pene en una caja") es una canción del grupo musical humorístico The Lonely Island, con Justin Timberlake como artista invitado. El trío, Andy Samberg, Akiva Schaffer y Jorma Taccone, coescribió la canción con Timberlake, Katreese Barnes y Asa Taccone. Barnes y Asa Taccone la coprodujeron con Jorma Taccone. El creador y productor de Saturday Night Live (SNL), Lorne Michaels, le pidió a Samberg que escribiera un boceto musical para el episodio de Navidad de 2006 con Timberlake, quien regresaba como anfitrión e invitado musical. Samberg desarrolló el concepto con otros miembros del grupo antes de trabajar con Timberlake el 14 de diciembre. Grabaron la canción alrededor de la medianoche y pasaron el siguiente día y medio filmando el video musical correspondiente.
Tanto la canción como el vídeo se emitieron por primera vez el 16 de diciembre de 2006 en el programa humorístico Saturday Night Live.

## Video musical
El vídeo muestra a dos cantantes románticos (Samberg y Timberlake) revelándoles a sus respectivas novias que les van a ofrecer un regalo de Navidad muy especial. Cada cantante aparece con una caja para regalos (incluyendo una cinta con lazo en la tapa) fijada a su bragueta. La letra de la canción incluye instrucciones detalladas para que los oyentes puedan replicar el regalo ("Uno: haz un agujero en la caja. Dos: mete la tranca en la caja. Tres: haz que ella abra la caja. Y así es como se hace"). Los cantantes también aseguran que una "polla en una caja" es mejor que cualquier otro regalo (incluyendo anillos de diamantes, coches deportivos, y chalets en el campo) y es algo apropiado para cualquier ocasión. Al final del vídeo, unos agentes de policía arrestan a Samberg y Timberlake, supuestamente por exhibicionismo.
El estilo del vídeo y de la música refleja el de grupos de R&B de finales de los 80, como Color Me Badd, Jodeci y R. Kelly. Tanto los componentes de The Lonely Island como Timberlake eran fanes de estos grupos en su adolescencia. El tema principal de la canción también se asemeja a una escena de la película Diner en la que Mickey Rourke introduce su pene dentro de una caja de palomitas en un cine. En la película francesa La Boum, un estudiante de instituto realiza una acción similar.

## Posicionamiento en listas
| Lista (2009–2011)                                     | Máxima posición |
| ----------------------------------------------------- | --------------- |
| Australia (ARIA)                                      | 61              |
| Canadá (Canadian Hot 100)                             | 82              |
| Canadá Digital Song Sales (Billboard)                 | 48              |
| Estados Unidos Comedy Digital Track Sales (Billboard) | 8               |